# 宮古島島民遭難事件
宮古島島民遭難事件（みやこじまとうみんそうなんじけん）は、日清修好条規の結ばれた1871年（明治4年、同治10年）、琉球王国の首里王府に年貢を納めて帰途についた宮古、八重山の船4隻のうち、宮古船の1隻が台湾近海で遭難し、台湾東南海岸に漂着した69人のうち3人が溺死（1名は高齢のため脱落説もあり）、台湾山中をさまよった生存者のうち54名が台湾原住民によって殺害された事件である。
現在の日本史教科書では、「琉球漂流民殺害事件」と記述されている。日本では長く「琉球漁民殺害事件」と記述されてきたが、「宮古島民台湾遭難（遭害）事件」、「台湾事件」などと称され、統一した呼称はない。台湾では遭難船が到着した場所に因み、「八瑤灣事件」（はちようわんじけん）、あるいは「台湾出兵」と一連のものととらえて「牡丹社事件」と称する。
日本政府は、事件に対し清朝に厳重に抗議したが、原住民は「化外の民」（国家統治の及ばない者）であるという清朝からの返事があり、これにより、日本政府は1874年（明治7年）、台湾出兵を行った。

## 事件の背景
1609年3月、薩摩藩は軍船100余隻、兵3000余を投入して、わずか一週間で琉球全土を手中におさめた。国王尚寧は薩摩に抑留され、2年あまりののち帰国を許された際、琉球支配に関する掟15条が公布された。内容は、中国貿易の規制、本土渡航の禁止、他国との交易の禁止等である。こうして、琉球王国は薩摩を介して幕藩体制に組み込まれながらも、日本本土の風俗習慣を禁止され、形の上では独立王国の体裁を保って、中国とは冊封関係が継続された。
この二重体制の象徴は首里城であった。王の執務する庁舎の右側は和風、左側は中国風に造られており、薩摩の役人が来た時は全て和風でとりおこない、中国の冊封使がおとずれた際には、中国風の対応で統一した。これが両当事者に受け入れられた理由は、薩摩が琉球・中国間の貿易によって利益を得ようとしていたこと、中国側が体面を重視してこれを黙認していたことにあった。日本国内での異国性については、新井白石もよく認識していた。彼は「琉球国は、慶長年間以来薩州による支配を幕府から任せられているため、他の外国の例に比べることはできない。しかしながら、現在清国の正朔を奉じ（属国であること）、また爵位を受けていることから、まったく我が国に準じえない」と述べている。このような曖昧な状況に対し、明治維新後の日本政府は、琉球と中国の関係を清算すべきと考えていた。
文化面では、琉球王国は清朝成立後も中国文化・日本文化双方の影響を受けつつ、南島文化を基盤とした独自の文化を守りつづけた。福建省の福州には鹿児島同様、琉球館が設けられ、冊封使もここを出入りした。
宮古群島と八重山群島が琉球王国の支配下に入ったのは16世紀のことである。王国による直接支配が始まり、宮古・八重山には王府派遣の在番が常駐して支配の強化が図られた。近世の琉球は薩摩によって過酷な支配がなされたが、琉球王国は、先島に対してはこれを転嫁して人頭税を課税したのであった。人頭税は、数え歳で15歳から50歳までの男女に頭割で村ごとの連帯責任によって課せられた。先島は台風と旱魃の常襲地帯でもあった。

## 事件の概要

### 発端
当時、宮古・八重山地方では首里王府から人頭税が課されていた。その納税の帰り、4隻の船が明治4年10月18日、那覇を出港。風がやみ慶良間諸島に止まっていたが、10月29日 に出発。強風に遭い、八重山船の1隻は行方不明となり、1隻は台湾にたどりついた。船は十二端帆船、144石積みと当時としては大型で、別名、山原船（やんばるせん）と言う。宮古船の1隻は宮古島に着いたが、他の1隻はこの遭難事件に遭った。
漂着したのは台湾南東岸の八瑤湾（現：屏東県満州郷九棚村）であり、64名がここに上陸した。そこへ言葉の通じない2人の現地人が現れ、略奪などを働いた。漂着者たちは岩の洞窟に泊まったりしながら、山中をさまよったのち、首切りにあった。詳しくは「生還者ヨリノ聞書」（大山鹿児島県参事上陳書付属書類の2にある）参照。また照屋宏は1925年生存者島袋亀から聞き取りし、記録している。

### 遭難事件の記録

#### 中山王府の記録
琉球中山王府で記録したものをここに記す。宮古島69人台湾で遭難、12人生残り、福州府に護送せられ帰唐船へ乗付那覇に帰着した中の二人、仲本筑登之（仲本加奈）、島袋筑登之（島袋次良）よりの聞書を示す。

#### 生存者の1925年の報告
政府関係者が聞きとったとは別の情報もある。照屋宏は老齢になった生存者、島袋亀から1925年12月、那覇で直接話を聞いた。殺害の直前、蕃産物交換業者の凌老生宅に逃れてきた遭難者たちがいた。集落から追ってきた蕃人たちは酒2樽を要求したが、凌老生宅にはたまたま酒樽がなかった。亀とその親は、凌老生が意味ありげに目配したのに気付き、床下に隠れた。知らない間に何人かがすでに門外に連れ出されていた。掴まれた細帯を振り切って逃げた幸運なものもいたが、頭髪を掴まれ引きづられて殺害されたものもいた。一行のうち、捉えられた浦崎金は牛と交換され、同じく平良は反物5反と交換され難を逃れた。現場は双渓口の原っぱで、犯行は大勢の蕃社の人により行われた。

### その後の経過
現地人の鄧天保、林阿九が生存者を匿い、また土地の有力者の楊友旺も協力、保護にあたった。彼らはその他に現地人を宥めるために多大の出費も行った。現地には50余体の首のない死体がころがっており、相当時間放置された。楊は自宅に40日間、生存者12名に食事を与え、手厚く保護し、長男の楊河財、甥の楊河和を伴わせて生存者を台湾府城（現台南市）に送った。経路は陸路、統埔（地名）を経て、車城（地名）から海路であった。事件は台湾を管轄する福建の地方官から清国の中央政府に報告され、清朝政府は生存者を途中で保護し、福建を経由し琉球へ送り返すべく、琉球からの入貢船を待った。
この間、生存者は台南にある台湾府城で、八重山船の遭難者に会い、一緒の船で中国の福建省福州府に輸送され、半年琉球館(琉球王国の出先機関)の保護をうけた。そして、明治5年6月7日、那覇に帰着した。
救助をした楊らは犠牲者の供養をし、現場に墓を建て、頭蓋骨以外はそこで埋葬した。後に統捕に墳墓を建て直した。台湾出兵時、統埔に建て直した墓地に日本軍により記念碑が作られたが、石に適当なものがなく中国本土からとりよせた。軍隊が台湾を離れる直前に完成した。頭蓋骨は、日本軍が探したが発見できず、後に述べる様に、輸送中の44個の頭蓋骨を確保し、日本に持ち帰った。

### 首狩は当時台湾にあったか
鹿児島県参事、大山綱良が明治政府に出した｢上陳書付属書類」によると、仲本筑登之と島袋筑登之両人の話として｢殺した人の肉を食うという説もあり、また脳をとりだして薬用にするという説もある」と書いている。
別の文献には、生蕃の現地人はその性質が非常に残忍であり、人肉食の習慣がある、18の部落からなり、その中で牡丹社というのが、特に残忍であった、とある。
また台湾原住民（タオ族全体とアミ族の一部を除く）には、敵対部落や異種族の首を狩る風習がかつてあったという記述もある。これを台湾の漢民族や日本人は「出草（しゅっそう）」と呼んだ。その名の通り、草むらに隠れ、背後から襲撃して頭部切断に及ぶ行為である。なお、出草については、一部の蛮人が晩秋から初冬にかけて、鹿狩りをすることをいうという説明もある。
これは、文化も言語も全く隔絶した十数もの原住民族集団が、それぞれ全く交流することなく狭い台湾島内にモザイク状に並存していたため、互いに異なる部族への警戒感が強かったことによるとされる。

### 首狩りの意義と頭蓋骨の行方
宮國文雄（みやぐに ふみお）は人の首を狩る習慣はあったとしており、その意味についても述べている。例えば、狩りとった首の多さでその村が栄えると信じられたとか、他の部族より優位性が示されたという。首級（しゅきゅう＝狩りとった首）は祭壇近くに棚を造り、その棚に並べ、放置して、白骨の頭蓋骨になっても晒したという。遭難者が被害にあった集落は、牡丹社であった確証はないという見解もある。首狩り後の遺体から、人肉を食った形跡はないといわれる。首級は切っても、食べるために一部は切り取っていないからだという。歴史学者の大浜郁子は、宮古島には野埼真佐利という人物のアホラ島への漂流譚が同島に伝承されていた可能性が高く、琉球より南の島に人食い島があるとの伝説を知っていた宮古島からの遭難者たちが、原住民の集落を逃走した原因である可能性を指摘している。人類学者・民俗学者の伊能嘉矩（いのう かのり）は、アホラ島を台湾東部のアミ族の集落であったと推測している。
台湾出兵の後、日本に反感を持っていた台湾府の役人周有基は加知來（かちらい）の頭目温朱雷をそそのかして頭蓋骨を入手させようとした。欲に目がくらんだ温は、大胆にも牡丹社から頭蓋骨を盗みだした。この情報を得た林阿九らが、輸送中の温に会い日本軍に提出するように説得した。彼は説得に応じ、竹かごに入れた頭蓋骨44個を日本軍に提出した。褒美として温は金30円などを得た。その後、三社の頭目が出頭したので投降を許した。不足の10個は発見できなかった。この理由を蕃人のささやかな抵抗であろうとした文献もある。
歴史家、真境名安興（まじきな あんこう）は、殺戮に関して、生蕃にははじめ殺意はなく、何人かを確かめるために漢人と筆談を試みてもついにその国名がわからなかったので殺戮することに決したのだろうとする。難民が逃亡せしをもって、今は猶予すべきでなく殺戮を決行したようだ。大浜郁子は、「台湾出兵」に先立ち、樺山資紀と水野遵が原住民の集落を視察した際に、多くの酒や布、肉などを持参して、頭目に面会して、情報を得ている事実や、複数の「台湾出兵」時の日本側資料から、原住民が遭難者たちを保護した、蕃産物交換業者の凌老生に、酒2樽と遭難者たちの交換を要求したが、あいにく凌にはそれだけの酒の用意がなかったため、要求に応じることができず、原住民は首狩りをして、首級を持ち去ったという「人物（ひともの）交換不成立説」を提起している。これに対し、宮国文雄は、酒樽2樽を要求したのは他の集落からの加勢も考慮したものであるに過ぎず、最初から殺戮を計画していた可能性を指摘している。

## その後の経過
琉球を管轄していた鹿児島県参事の大山綱良は日本政府に対し、責任追及のための出兵を建議した。政府は、この琉球漂流民殺害事件に対して、清朝に厳重に抗議したが、琉球漂流民保護の責任問題はもつれた。さらに、1873年（明治6年）には、台湾に漂着した備中国（岡山県）柏島村の船の乗組員4名が略奪を受ける事件が発生し、政府内外に台湾征討論が高まった。
同年特命全権大使として清国に渡った外務卿副島種臣は、随員の柳原前光にこの件を問いたださせたが、清朝の交渉窓口である吏部尚書毛昶熙による「原住民は『化外の民』（国家統治の及ばない者）である」という責任回避の返答があるのみであった。
軍人や士族の強硬論におされたこともあり、日本政府は1874年（明治7年）、台湾出兵を行った。この軍事行動は、牡丹社事件（ぼたんしゃじけん）、征台の役（せいたいのえき）とも呼ばれる。

### 台湾出兵
明治4年11月（1871年）の宮古島民遭難事件に端を発して、早くも明治5年（1872年）に鹿児島県参事大山綱良らの台湾征伐論が台頭し、自ら征伐せんと請うた。
日本政府は、琉球藩が、日本と清国の両属関係にあったことはよく承知しており、いずれその決着が必要と考えていた。外務卿副島種臣は征蕃の志を有し、米国公使でチャールズ・デロング、同国人チャールズ・ルジャンドル(李仙得)を招いて政府顧問にして備えた。翌年になり、政府の方針が決定した。琉球の側は、清国を刺激せず両属関係を維持することを求め、日本政府へ出兵を取り止めるよう嘆願していたが、事実とは異なる情報戦略が、滋賀新聞紙上で展開してされていたこと（当時の滋賀県令は、後の琉球処分官松田道之であった）を大浜郁子が明らかにしている。
1873年（明治6年）3月9日、副島種臣に明治天皇は勅語を賜った。
副島は1873年旗艦龍驤に乗り横浜を出発した。天津において李鴻章と日清修好条約を締結したので、北京に赴き清国皇帝に謁見した。その直前、謁見の方法でこじれていた時、彼は台湾事件に関して清廷の処置を尋ねた。総理部門の大臣(軍機大臣文詳)は、生蕃と熟蕃があり、王化に服するのを熟蕃といい、服従しない生蕃は化外に置いて支配せずと答えた。これは日本の征蕃の根拠を与えたが、文書によるものではなく、口頭の言質にとどまった。そこで我が臣民は「貴国が化外の民として治めずんば、我が国は一軍を派遣して、わが民を害する残忍な蕃人を懲罰すべし。他日異議あることなかれ」、と言明した。
副島は帰国し、復命した。しかし、1873年（明治6年10月）の征韓論争に敗れたため下野した。1874年（明治7年）4月、西郷従道に台湾征伐の命が下った。

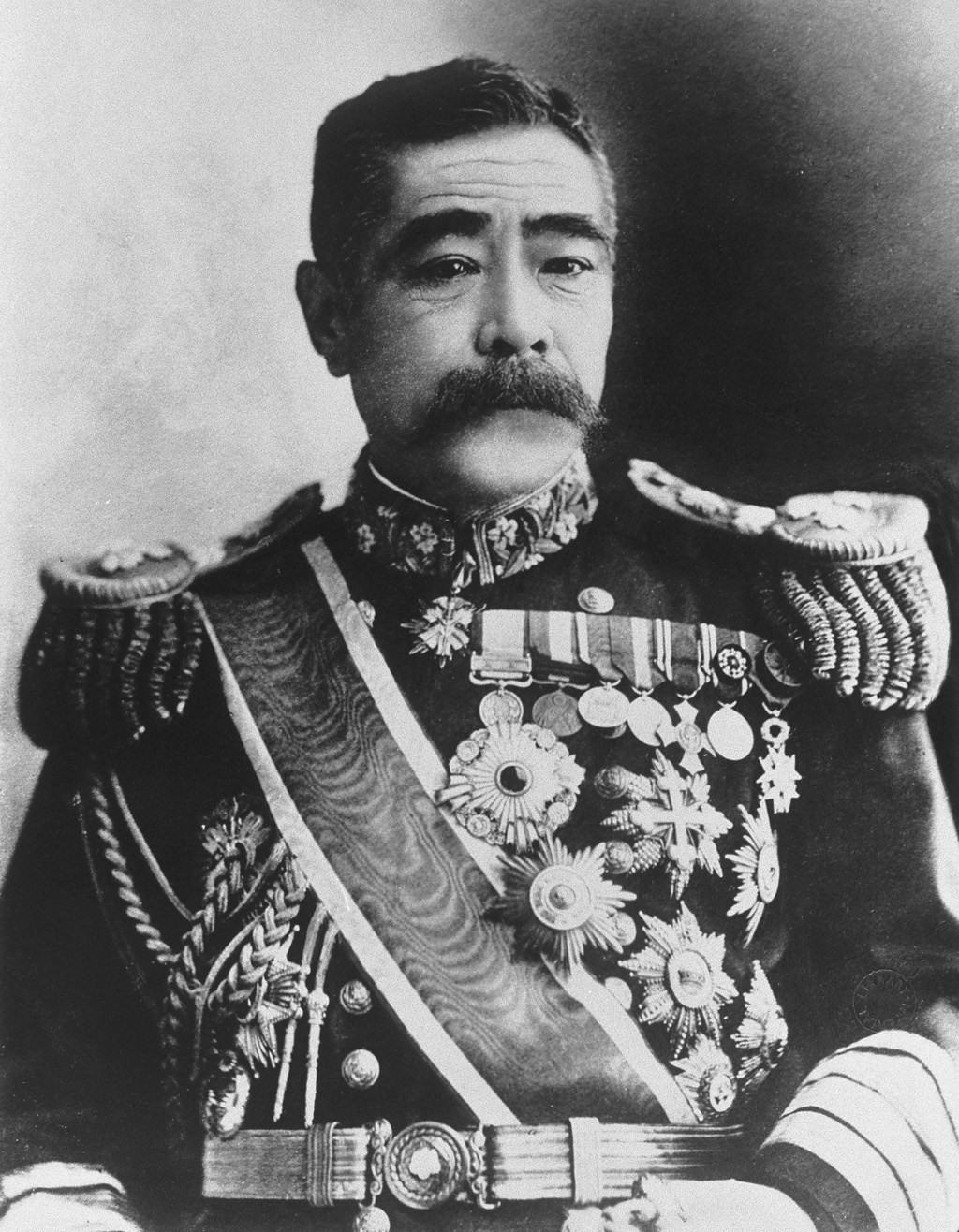
西郷従道

ここにきて突然、清国政府が異議を唱え、また以前はあおりたてていたアメリカ大使とイギリス公使が突然意見を変えた。米国公使ピンガムは局外中立を宣し、英国公使ハリー・パークスも出兵を批判した。大隈長官は出兵中止を伝えたが西郷は同意せず、また、日本軍隊の士気もすこぶる高く、出航をさしどめたら何がおこるかわからない状態であった。しかし、アメリカ、イギリスの船を使う計画は実現困難になった。勅書をたてに5月3日、兵員3658人を従え軍艦日進、孟春は長崎から出航した。次いで、大有丸、明光、運送船三邦丸と、運よく長崎に入港した米国商船シャスペリィを購入し高砂丸 とし、また英船デルター号を買収して社寮となづけ、5月16日に出港した。

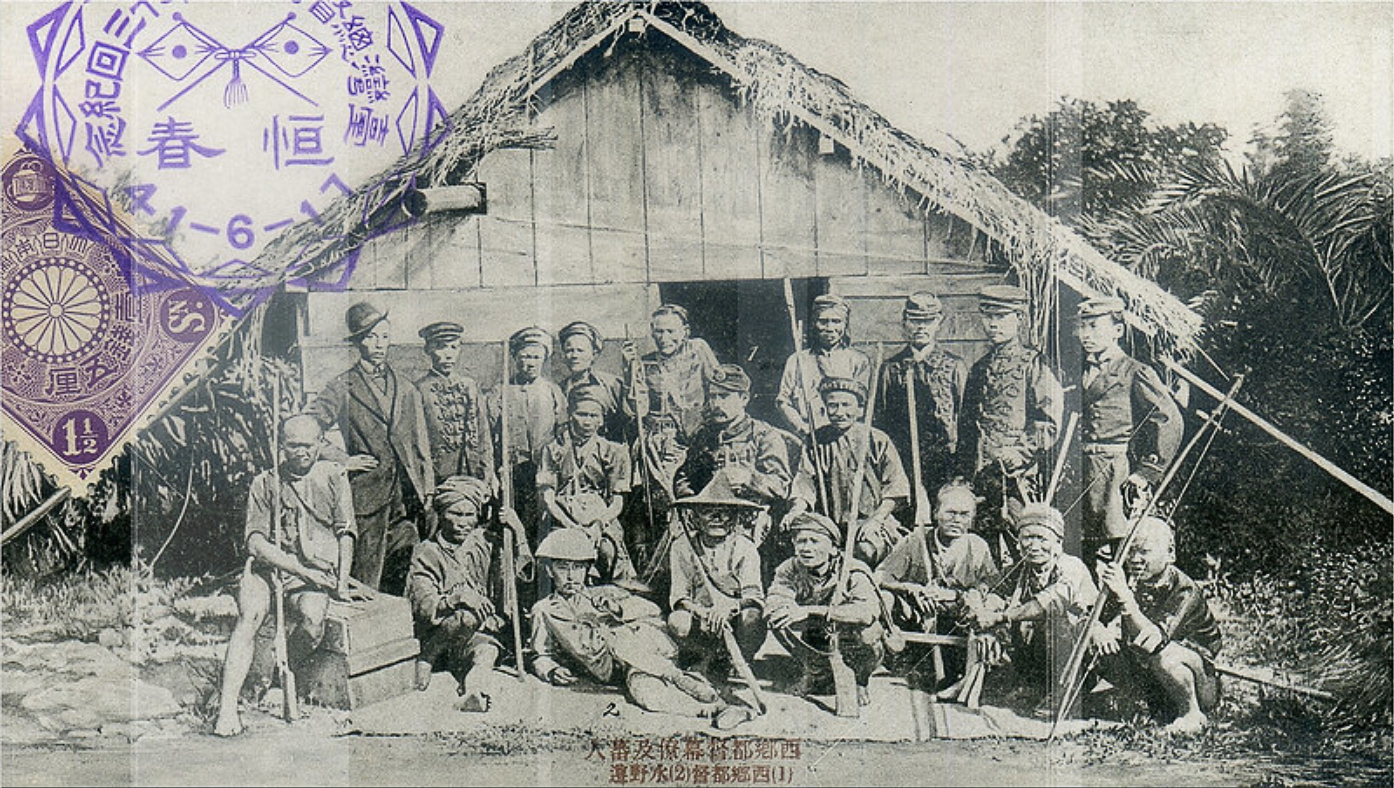
台湾出兵時の日本人兵士

西郷は陸軍少将谷干城と海軍少将赤松則良を従え出港した。清国政府海防役人の要求も無視し 日本軍は激しく侵攻、熟蕃、生蕃各社は降伏した。最終的には牡丹社と高士仏社の頭目も降伏。西郷従道は蕃人との交歓に意を尽した また従道は殺害された被害者の遺骨を集め、現地人で救助にあたった楊らの協力を得て現地に墓を造った。

### 戦後処理
事後処理として日本政府は大久保利通を北京に派遣し、交渉は9月10日に開始された。
北京に派遣された大久保利通は、日本の意見を強力に主張した。これに対し、清国政府代表（清国軍機大臣恭親王、大学士文禅）は激しく抗議した。清国の主張は、台湾生蕃の地は清国の属地である、『台湾府志』に載せているのは属領の証拠である、清国の内地にも蕃地がある、化外の民といったのは文書でなく、口頭の言明にすぎない、万国公法は西洋諸国が編成したもので、清国は納得しないなどである。
交渉は平行線のままに進み決裂寸前となった。中国側とは会議7回、また清国駐在イギリス大使トーマス・ウェードとの間に8回の会見もあった。大久保は最後に帰国の意思をほのめかしたが、中国の対応は極めて悠長であった。土壇場にきた大久保は台湾蕃地は中国の領土でないという主張を引込め、ひたすら償金を引き出すように論点を移した。その理由は、台湾蕃地が中国の属国でなければ、償金を取り立てる根拠がなくなるためであった。
大久保はウェードの調停により互換条約の調印にたどり着いた。償金50万両を支払い今回の日本の台湾出兵は義挙（正義）の行動であると清国が認めることになった もっとも日本の戦費はこの10倍に上った。
この条約によって、両国は、琉球は日本国の領土であり、台湾は清国の領土であることを認めた。また、琉球民のことを「日本国属民」と表現することによって、条約上、琉球が日本の版図であることを日清両国が承認する形となり、琉球処分を進める上で、日本に有利な結果となった。
遭難事件の後に琉球藩が設置され（明治5年9月14日、1872年）、設置の後に台湾出兵（1874年（明治7年）4月）が起こっている。明治政府は翌1875年（明治8年）、琉球に対して清との冊封と朝貢関係の廃止、ならびに明治年号の使用などを命令するが、琉球は清との朝貢関係を継続する意向を表明。清は琉球の朝貢禁止に抗議するなど、外交上の決着はつかなかった。尚泰はその後も清への朝貢を続けたが、1879年（明治12年）、明治政府は尚泰を東京へ強制的に連行。これにより名実ともに廃位となり、琉球王国は滅亡した。明治政府は内務官僚・警察隊・熊本鎮台分遣隊を派遣し、琉球藩を廃止して同年4月に沖縄県を設置した。

## 墓と記念碑

### 台湾における墓と記念碑
島民の受難直後、双渓口河畔（現地）には首から下の遺骸が散乱していた。鄧天保や林阿九、楊友旺は生存者を送ってから、とりあえず殺害現場に一日かけて台湾式の土饅頭型の墓を5つ造り遺体を埋めた。
1874年（明治7年）台湾出兵時、この旧墳墓を目撃した日本軍の意気が上がったと、米国従軍記者が記載している。楊友旺および林阿九らは最初の墓を統捕の地に移した。5個の甕に移し1か所にまとめた。この墓は西郷従道らによって改修され、墓前に碑を造ることにした。適当な石がないため、中国大陸から取り寄せた。日本軍は12月2日に撤退することになっていたので、それまでに碑は間に合わせた。前面に「大日本琉球藩民五十四名墓」と刻まれ背面には建碑の理由が漢文で書いてある。西郷を初め日本の将兵、軍属一同で祭祀を行い、墓に深く慰霊の念を捧げた。西郷都督は供養料を年間20円送る証書を与えたが大正5年ごろから10円となり、いつしか途絶えたが、祭祀は現地で続いている。生還した人たちは報恩のために200円送ったが中国の官吏が着服し20円しか届かなかった。墓前祭は3月15日と7月15日に行われた。
日本の台湾併合直後の1895年、特別な墓前祭が11月15日におこなわれた。楊友旺、林阿九の子などを含む70名以上の参加を得て、紙幣を燃やし、祭辞を唱え、爆竹を鳴らした。
かつて生存者の島袋亀と会い、被害者全員の名前を調べた照屋宏は、高雄州知事に許可を得て、現地の墓の修復を発起した。修復は1928年1月28日に完了し、犠牲者の氏名が刻印された墓碑を前に、祭主を恒春郡守大村廉吉として救助者およびその子孫が参列し、墓前祭が執り行われた。

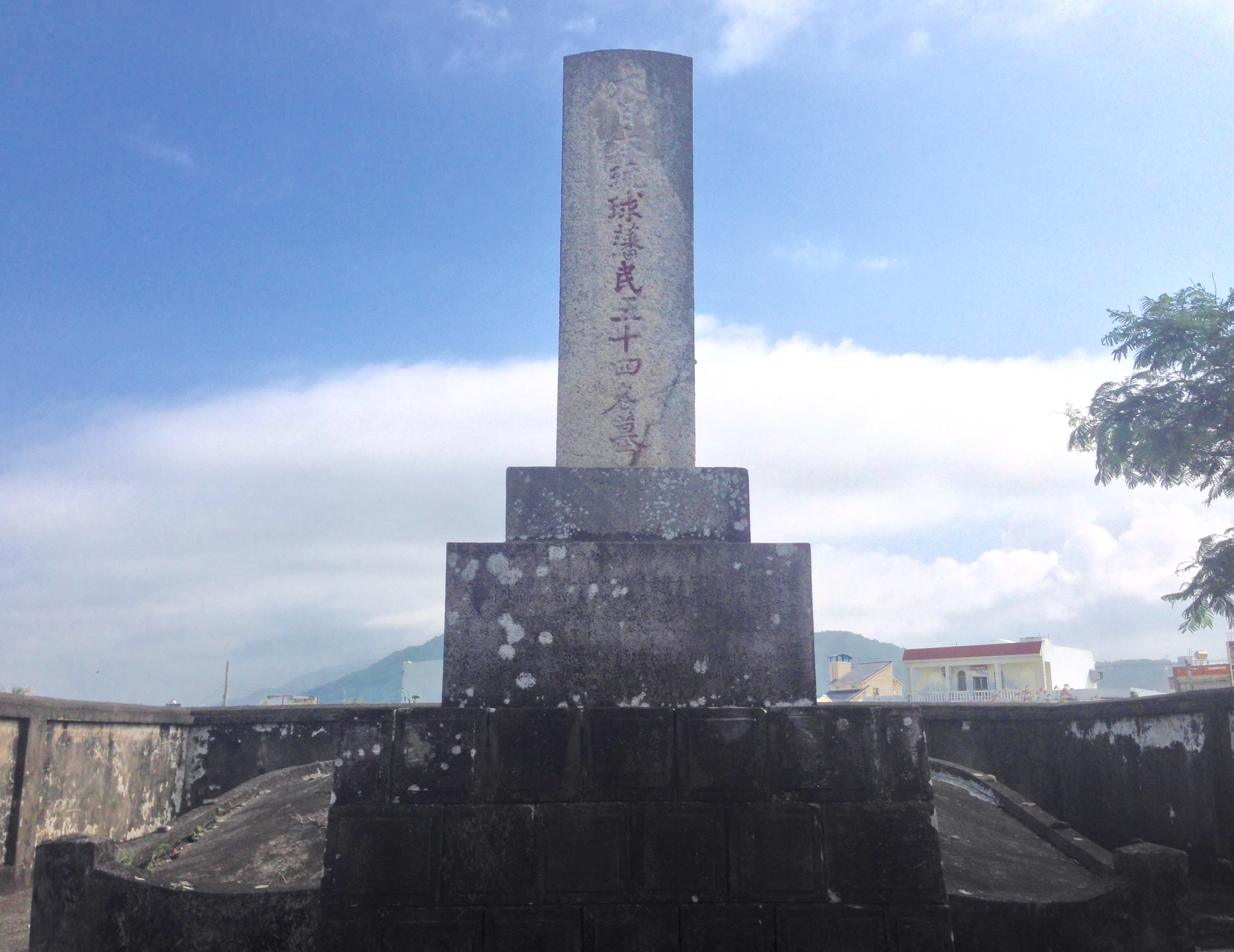
大日本琉球藩民五十四名墓

墓域は前方9.24m、背面9.10m、左側面12.80m、右側面12.84m、面積は117.76平方メートル（約36坪）におよび、墓の大きさは、前面3.90m、背面6.30m、左側面4.40m、右側面4.40mである。
太平洋戦争後の1979年（昭和54年）4月28日、台湾遭害者墓参団（22名）が台湾の現地で墓参した。出発前に墓地のある護国寺にも参拝した。現地から林明淵、林綿栄、楊添才、楊文貴など救援者の子孫が出席した。

### 沖縄における墓
犠牲者の全遺体は54体で、44体分の頭蓋骨は出兵の凱旋時に収集し、長崎を経て那覇に運んだ。1875年（明治8年）2月、当初は那覇市若狭の「上ノ毛」に埋葬。1898年（明治31年）3月、波の上の護国寺に移転、県知事（当時）奈良原繁が揮毫した「台湾遭害者之碑」が建立された。1980年（昭和55年）10月25日に再改修し、犠牲者の氏名を刻印した。墓前祭には救助者の子孫、楊添才（楊友旺の孫）、林錦栄、（阿九子孫）、楊乙妹代（天保子孫）が招かれた。宮古島の遺族も出席した。当時の新聞によると、臨海寺、神宮寺、神応寺、神徳寺、遍照寺、誓願寺、観音寺、竜洞寺、仙寿院、善興寺、円覚寺、天界寺、天王寺、崇元寺、真教寺などの僧侶が護国寺に集まり、読経のあと、奈良原男爵、小川師範学校長、その他の有志の祭文、詩歌、俳諧などの朗読があって、焼香礼拝、墓の竣工の慶宴をはった。師範生徒も祭場に整列し、焼香礼拝したとある。
なお、頭蓋骨の輸送については、当時の文書には、内務卿伊藤博文をはじめとして横山租税権助、林海軍大佐、内務大少丞、蕃地事務局長官（長崎）、琉球藩津波古親方、久志里之子親雲上、本永里之子親雲上、池城親方、浦添親方、宜野湾親方、伊江王子らの名前がみえる。

## 恒春城
この事件は清国と台湾南部の人々の反発を招いた。日本軍の侵攻に備え、翌年から南部の恒春鎮の中心地、恒春に城が作られた。実際に使われることはなかったが、周囲2670メートルとその巨大さと保存が良好なことで、観光資源となっている。台湾政府は歴史的重要建造物に指定した。

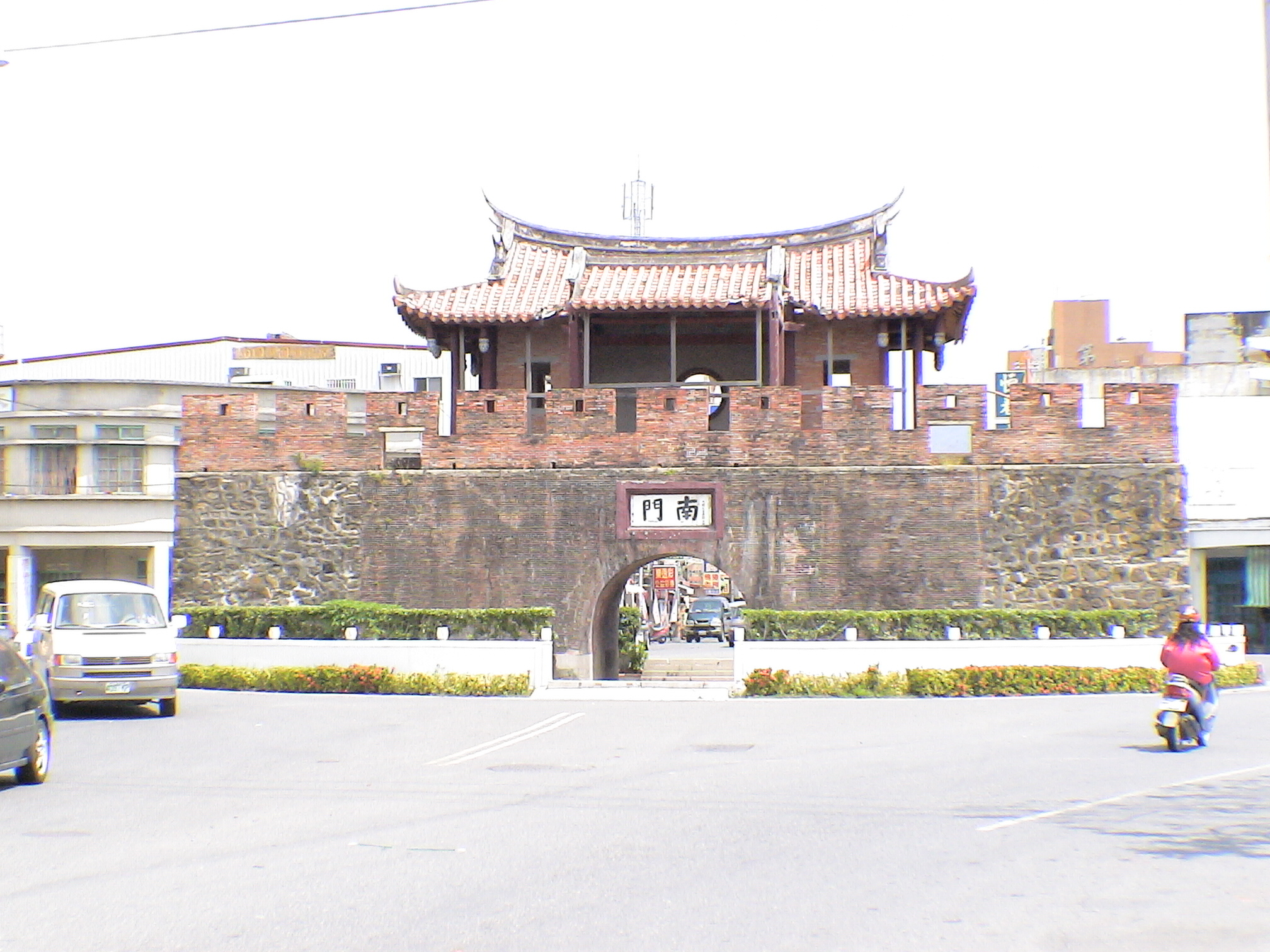
恆春古城門

## その他の見解
当時の社会環境と先住民の風俗習慣からみた場合、理由なく部落の領地に侵入してきた者は、必ず部落法の制裁を受けることになっていたのであり、現代的な観点で当時の行為を断罪すべきでない、とする見解がある。
また、日本にとって琉球漂流民遭難事件は清朝の反応をさぐる試金石であり、ひいては台湾を侵略するための口実であったのであって、日本による単なる正義の執行とみなされるべきではない、という見解もある。

## 被害者と生還者
生存者の島袋亀が1925年伊波普猷に手紙を出した。その後以前伊波の同級生であった、当時台湾在住の照屋宏（のちの那覇市長）が連絡を受けたが、彼は宮古島の本村朝亮に依頼し、被害者職業住所などが判明した。姓氏は宮古の系図家譜による。
遭難者の一覧表はデスクトップ版では非表示ですが、[show]を押すと表示されます。
| 氏名                      | 姓氏   | 職務                           | 住所                       | 状況など                                     |
| 犠牲者                    |        |                                |                            |                                              |
| 仲宗根玄安                | 忠導姓 | 頭                             | 宮古島平良東仲宗根外間     | 超肥満体で移動時が大変であった。             |
| 棚原玄永                  | 忠導姓 | 國仲（宮古の地名）与人         | 宮古島平良 白川            |                                              |
| 保榮茂玄寛                | 忠導姓 | 砂川（宮古の地名）与人         | 宮古島平良西里細ガクチ     |                                              |
| 高江洲良與                | 馬續姓 | 比嘉（宮古の地名）与人         | 宮古島平良東仲宗根イラ川   |                                              |
| 奧平仁屋                  | 不詳   | 前里（宮古の地名）目差         | 宮古島平良西里羽立         |                                              |
| 高江洲仁屋                | 不詳   | 元砂川（砂川は宮古の地名）目差 | 宮古島平良東仲宗根ブヤ     |                                              |
| 棚平玄教                  | 忠導姓 | 筆者（玄永長男）               | 宮古島平良白川             |                                              |
| 保榮茂玄慶                | 忠導姓 | 筆者（玄寛次男）               | 宮古島平良西里細ガクチ     |                                              |
| 高江洲仁屋                | 不詳   | 筆者（良與次男）               | 宮古島平良東仲宗根イラ川   |                                              |
| 平良惠盛                  | 白川姓 | 筆者                           | 宮古島平良字下里上角       |                                              |
| 津嘉山惠恆                | 白川姓 | 筆者                           | 宮古島平良神屋             |                                              |
| 添石仁屋                  | 不詳   | 筆者                           | 宮古島平良大原             |                                              |
| 稻福仁屋                  | 不詳   | 筆者                           | 宮古島平良字東仲宗根       |                                              |
| 嵩原仁屋                  | 不詳   | 筆者                           | 宮古島平良字西里根間       |                                              |
| 安谷屋良政                | 馬續姓 | 筆者                           | 宮古島平良尻並             |                                              |
| 山内仁屋                  | 不詳   | 筆者                           | 宮古島平良出口             |                                              |
| 山内仁屋                  | 不詳   | 筆者                           | 宮古島平良字東仲宗根外間   |                                              |
| 志多伯仁屋                | 不詳   | 筆者                           | 宮古島平良字東仲宗根外間   |                                              |
| 池村仁屋                  | 不詳   | 馬方筆者                       | 宮古島平良東川根           |                                              |
| 松川金                    | 無     | 供（頭隨行）                   | 宮古島平良字池間           |                                              |
| 前川屋真                  | 無     | 供（頭隨行）                   | 宮古島平良字池間           |                                              |
| 濱川金                    | 無     | 供（頭隨行）                   | 宮古島平良字西原ソリロ     |                                              |
| 前泊金                    | 無     | 供（頭隨行）                   | 宮古島平良字西原ソリロ     |                                              |
| 普天間金                  | 無     | 供（頭隨行）                   | 宮古島伊良部村字池間添玉山 |                                              |
| 佐久本計座                | 無     | 供（頭隨行）                   | 宮古島伊良部村ヨサガナ     |                                              |
| 池間金                    | 無     | 供（頭隨行）                   | 宮古島伊良部村イソベ       |                                              |
| 仲地屋真                  | 無     | 供（頭隨行）                   | 宮古島伊良部村             |                                              |
| 長濱蒲                    | 無     | 供（頭隨行）                   | 宮古島平良字久貝           |                                              |
| 内間加阿良                | 無     | 供（頭隨行）                   | 宮古島平良字松原           |                                              |
| 内間屋真                  | 無     | 供（頭隨行）                   | 宮古島平良字松原           |                                              |
| 川滿金                    | 無     | 供（与人隨行）                 | 宮古島下地村字川満         |                                              |
| 前里蒲戸                  | 無     | 供（与人隨行）                 | 宮古島白邊村字比嘉         |                                              |
| 野原茶武                  | 無     | 供（与人隨行）                 | 宮古島下地村字野原前ニヤ   |                                              |
| 野原津侶                  | 無     | 供（与人隨行）                 | 宮古島下地村字川満         |                                              |
| 佐久川松 （一作佐久川金） | 無     | 供（与人隨行）                 | 宮古島下地村字與那覇       |                                              |
| 川滿金 （一作川滿龜）     | 無     | 供（与人隨行）                 | 宮古島下地村川満           |                                              |
| 親泊仁屋                  | 不詳   | 従内（頭隨行）                 | 宮古島平良東仲赤フ川       |                                              |
| 狩俣仁屋                  | 不詳   | 従内（頭隨行）                 | 宮古島平良字外間           |                                              |
| 狩俣仁屋                  | 不詳   | 従内（頭隨行）                 | 宮古島平良字ヨサ嶺         |                                              |
| 砂川仁屋                  | 不詳   | 従内（頭隨行）                 | 宮古島下地村字新里青原     |                                              |
| 松川仁屋                  | 不詳   | 従内（頭隨行）                 | 宮古島平良字東仲宗根       |                                              |
| 高江洲仁屋                | 不詳   | 従内（目差隨行）               | 宮古島平良東仲宗根ブヤ     |                                              |
| 奧平仁屋                  | 不詳   | 従内（目差隨行）               | 宮古島平良字西里羽立       |                                              |
| 新城朝憲                  | 向姓   | 便乗者                         | 首里字崎山                 |                                              |
| 宮城元隆                  | 無     | 便乗者                         | 首里字崎山                 |                                              |
| 田場龜                    | 無     | 便乗者                         | 首里字崎山                 |                                              |
| 新垣某                    | 無     | 便乗者                         | 首里字崎山                 |                                              |
| 仲松某                    | 無     | 便乗者                         | 首里字崎山                 | かなりの老人、途中で残された（島袋龜による） |
| 伊波寛行                  | 喩姓   | 便乗者                         | 那覇東硫黄城               |                                              |
| 松田龜                    | 無     | 便乗者                         | 那覇字泉崎壷川             |                                              |
| 新垣仁王                  | 無     | 便乗者                         | 那覇字西前ノ毛             |                                              |
| 中村渠龜                  | 無     | 便乗者                         | 那覇字西辻                 |                                              |
| 伊集龜                    | 無     | 便乗者                         | 中頭字西原                 |                                              |
| 仲宗根松                  | 無     | 便乗者                         | 国頭郡今帰仁村古宇利       |                                              |
| 生還者                    |        |                                |                            |                                              |
| 島袋龜                    | 無     | 不詳                           | 首里                       | 大正時代まで生き、経験談を語る               |
| 謝花次良                  | 無     | 不詳                           | 首里                       | 生還 文筆の才能あり、筆談す。                |
| 座敷某                    | 無     | 不詳                           | 島尻与那覇                 | 船頭                                         |
| 島袋次良                  | 無     | 不詳                           | 首里                       | 島袋龜の親                                   |
| 仲本加奈                  | 無     | 不詳                           | 首里                       |                                              |
| 渡慶次松                  | 無     | 不詳                           | 那覇泉崎村                 |                                              |
| 高江洲松                  | 無     | 不詳                           | 慶良間                     |                                              |
| 下地仁屋                  | 不詳   | 不詳                           | 宮古島                     |                                              |
| 平良仁屋                  | 不詳   | 不詳                           | 宮古島                     | 一旦捕えられたものの牛と交換されて解放       |
| 武富仁屋                  | 不詳   | 不詳                           | 宮古島                     |                                              |
| 下地仁屋                  | 不詳   | 不詳                           | 宮古島                     |                                              |
| 浦崎金                    | 不詳   | 不詳                           | 宮古島                     | 一旦捕えられたものの反物5反と交換されて解放  |

## 救助者のプロフィール
- 楊友旺(1824年-1916年2月)（Yang Youwang）[45] 保力床（地名）の総頭（トップ）。鄧天保、林阿九から蕃人から追われた9名の琉球人の保護を求められ、事の重大さに驚き、9名を匿った。長男、二男などを伴い現場に赴き残虐の跡を見ている。森林の中から蕃人から追われた2名を助け、林阿九と共に蕃人の慰撫につとめ、牛、豚、布を与えた。他に一名抑留しているのも豚、布を贈り助けた。生存者を自宅に保護し、食事を与えた。また生存者の輸送の事務手続きに尽力した[46]。
- 楊河財 楊友旺の長男。生存者に付添い送っていった。生存者の島袋亀より2歳若い。1925年当時、照屋宏が書いた牡丹社遭難民墓碑改修報告書によると、75歳の島袋亀と73歳の楊河財を会わせたいとあるが、実際は会っていない。
- 林阿九(Lin Ajiu) 統捕の頭人。通事（通訳）。鄧天保から協力を求められ協力した。欲に目がくらんだ、加知来社の頭目温朱雷が牡丹社から髑髏を盗む情報を林阿九は得て、輸送中の彼に出会い、説得して日本軍に提出せしめた[2]。彼の家で事件後、犠牲者の供養を続けた。
- 鄧天保(Deng Tianbau) 逃れてきた3人を匿った。蕃人の事をよく知っていたので、慰撫した。多くの衣類を蕃人に与えた。捜索して6人を保護。林阿九と楊友旺に協力を求めた。
- 凌老生(Ling Laosheng) 産物を扱う商人。この店で、沖縄は首里からか那覇からかと聞いたので、島袋親子は初めて意思が通じほっとしたとある。しかし追ってきた現地人に要求されたが、酒樽がなく、蕃人をなだめられなかった[13]。島袋親子を始め9名は床下などに逃れ助かったが、引っ張られて犠牲になった者もでた。

## その後の台湾と宮古島の関係
戦前戦後を通じて宮古島と台湾の行き来は頻繁であった。また沖縄戦の前後の時期には、一万人弱の人々が宮古島から台湾に強制的に疎開している。なお、宮古島も含む先島諸島から九州以北への組織的疎開は行われていないが、個人的な疎開は散見される。
宮古島と台湾の関係においては、現在でも、高校、中学レベルの交流が行われている。1997年（平成9年）1月、宮古商工会議所の一行により台湾南部観光旅行の際に宮国文雄は最初の墓参をおこない、同4月に第2回目の墓参をおこなった。西郷の建立した、〈琉球藩民五十四名墓〉の文字は読み取れるが、あったはずの〈大日本〉の字は消されていた。この文献には、はっきり大日本が読み取れる。事件の地も訪問したが、現地と思われる処は台湾3軍の演習地とあり、入れなかった。
2005年（平成17年）6月、台湾から当時の事件を謝罪したいと子孫たちが沖縄、宮古島を訪れ、日本側の子孫と友好の握手を交わした。

## 教科書におけるこの事件の記載
里井洋一は日本・台湾・中国教科書における台湾（牡丹社）事件の記述について論文を発表した。それによると、日本の中学8社の教科書、高校の17種類の教科書、中国の高等中学、大学5種の教科書、台湾、国民中学4種、高級中学3種の教科書を比較している。3国とも、それぞれの国家の検定をパスしているが、難民の正確な記述は各国ともないとしている。

## 事件を扱った作品
- 『暗礁』（巴代（中国語版） 著、魚住悦子訳、草風館、2015年）
- 平野久美子『牡丹社事件　マブイの行方　日本と台湾、それぞれの和解』集広舎、2019年5月20日。ISBN 978-4-904213-72-8。